# Надін Сьєрра
Надін Сьєрра (англ. Nadine Sierra; нар. 14 травня 1988, Форт-Лодердейл, США), — американська оперна співачка (сопрано).
Надін Сьєрра на професійній оперній сцені дебютувала ще підлітком в Опера Палм-Біч у рідному штаті Флорида. Закінчила музичний коледж у Нью-Йорку, була стипендіатом Адлера в опері Сан-Франциско. У цій опері в 2011 році виконала партію Джульєтти/Барбари на світовій прем'єрі опери Крістофера Теофанідіса «Серце солдата».
Згодом виступала з різними партіями на багатьох відомих сценах світу. У 2015 році дебютувала у Метрополітен-опера з партією Джильди в опері Джузеппе Верді «Ріголетто». Наступного року виконала цю партію у Ла Скала.
У 2018 році на випустила музичний запис під назвою «There's a Place for Us» (альтернативна назва «Somewhere») з мюзиклу Леонарда Бернштейна «Вестсайдська історія».
Отримала багато музичних нагород у США та Європі. У 2018 році стала переможцем 13-ї щорічної премії Беверлі Сіллз для молодих співаків у Метрополітен-опера.